# Sân bay quốc tế Birmingham–Shuttlesworth
Sân bay quốc tế Birmingham (IATA: BHM, ICAO: KBHM) là một sân bay lớn phục vụ Birmingham, Alabama và miền Trung Alabama. Sân bay này tọa lạc cách trung tâm của Birmingham 8 km, gần giao lộ của hai xa lộ I-20 và I-59. Sân bay quốc tế Birminghamg phục vụ hơn 3 triệu khách trong năm 2005, là sân bay lớn nhất và bận rộn nhất ở tiểu bang Alabama. Sân bay quốc tế Birmingham hiện có 80 chuyến bay đi mỗi ngày đến 25 thành phố (25 thành phố nonstop và 35 thành phố direct).
Bảo tàng Bay miền Nam nằm ở sân bay này, gần như ngay phía Đông của đường băng Bắc-Nam.

## Các hãng hàng không và các điểm đến

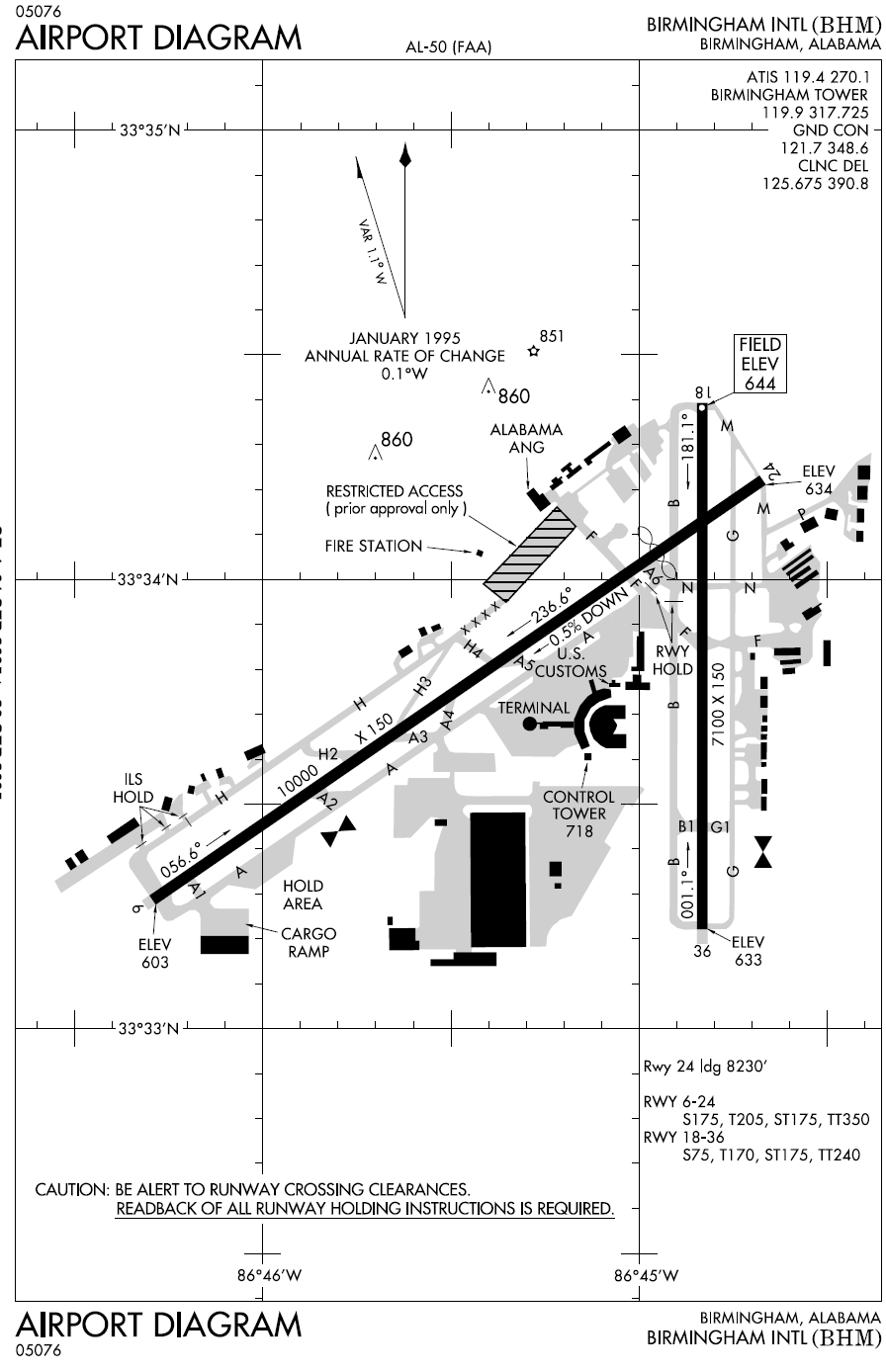
FAA diagram of Birmingham International Airport

### Nhà ga chính

#### Concourse B
- American Airlines (Dallas/Fort Worth)
  - American Eagle (Chicago-O'Hare)
- Continental Airlines
  - Continental Express operated by ExpressJet Airlines (Cleveland, Houston-Intercontinental, Newark)
- Northwest Airlines (Memphis)
  - Mesaba Airlines (Detroit) (từ 02.05.08)
  - Pinnacle Airlines (Detroit, Memphis)
- US Airways
  - Mesa Airlines (Charlotte)
  - PSA Airlines (Charlotte)
  - Republic Airlines (Charlotte, Philadelphia)

#### Concourse C
- Delta Air Lines (Atlanta)
  - Atlantic Southeast Airlines (Atlanta)
  - Chautauqua Airlines (Cincinnati/Northern Kentucky)
  - Comair (Atlanta, Cincinnati/Northern Kentucky, New York-LaGuardia, Orlando)
  - Freedom Airlines (Orlando)
- Southwest Airlines (Baltimore/Washington, Chicago-Midway, Dallas-Love, Houston-Hobby, Jacksonville, Las Vegas, Louisville, Nashville, New Orleans, Orlando, Phoenix, St. Louis, Tampa)
- United Airlines
  - Mesa Airlines (Chicago-O'Hare, Washington-Dulles)
  - SkyWest (Chicago-O'Hare, Denver)